# Абу-ль-Хасан Али I
Абу-ль-Хасан Али I ибн Усман аль-Марини, или Абу-ль-Хасан Али I (ок.1297 — 1351) — одиннадцатый маринидский султан Марокко. В 1333 году он вернул Гибралтар из рук кастильцев, хотя более поздняя попытка взять Тарифу в 1339 году потерпела фиаско. В Северной Африке он распространил своё господство на Тлемсен и Ифрикию, что нынче соответствует территориям Алжира и Туниса. При нём маринидская власть ненадолго охватила территории, не меньшие, чем в своё время власть Альмахадов. Однако султан был вынужден прекратить расширение государства из-за восстания арабских племён, потерпел кораблекрушение и потерял многих своих сторонников. В это время его сын Абу Инан Фарис захватил власть в Фесе. Абу-л-Хасан Али умер в изгнании в горах Высокого Атласа.

## Биография
Абу-л-Хасан был сыном маринидского султана Абу Саида Усмана II и абиссинки. У него был тёмный цвет лица и он был известен как «Чёрный султан Марокко». В 1331 году Абу-л-Хасан сменил своего отца на престоле. Абу-л-Хасан женился на Фатиме, дочери правителя Хафсидов Абу Бакра, этот брак был частью альянса между Маринидами и Хафсидами против династии Зайянидов Тлемсена.

## Кампании

### Гибралтар

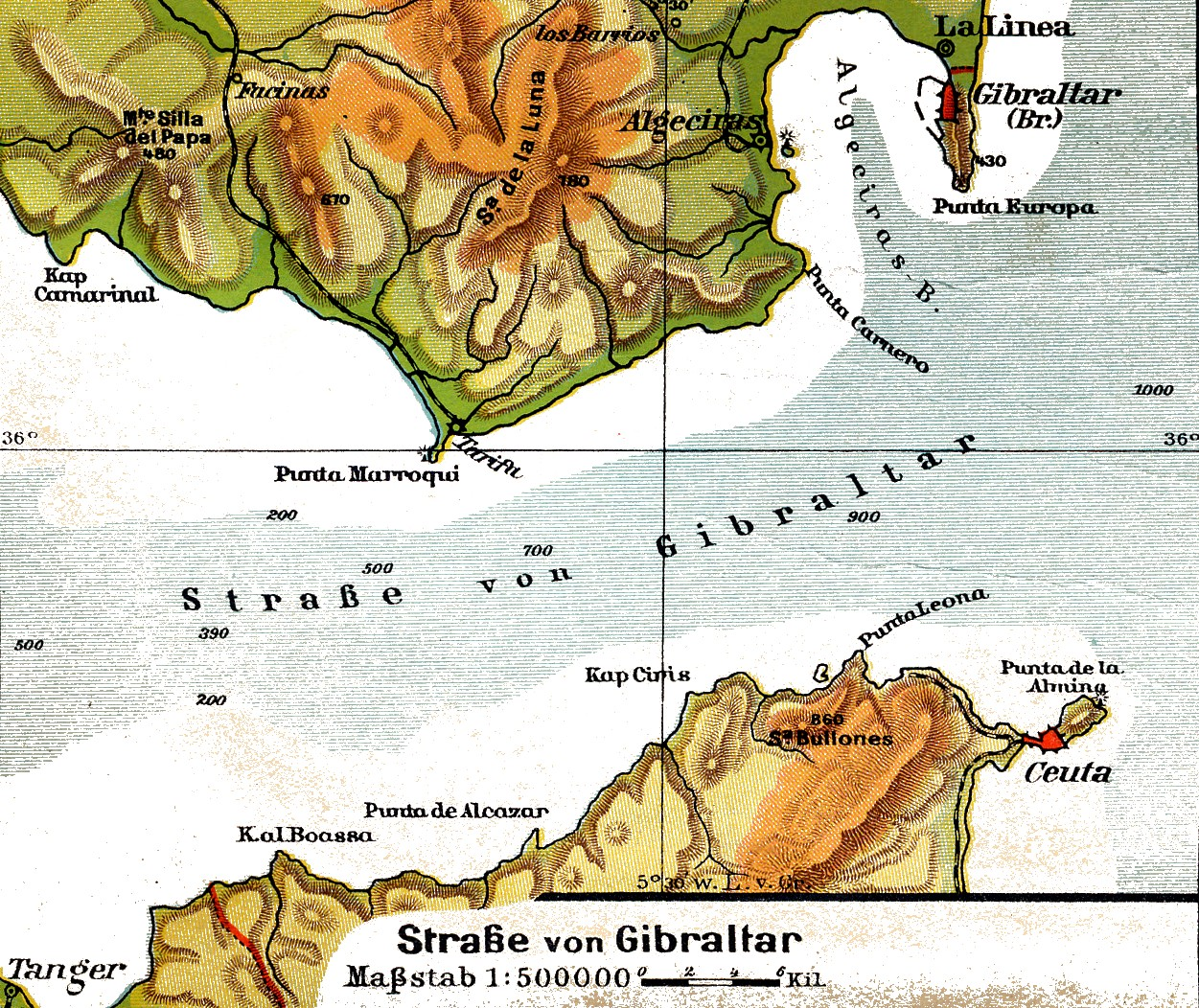
Гибралтарский пролив, Сеута и Альхесирас.

В 1309 году кастильские войска под командованием Фердинанда IV захватили Гибралтар, затем известный как Мединат аль-Фат («город Победы»), у мусульманского эмирата Гранада. В 1333 году, отвечая на призыв правителя Насридов Мухаммад IV ибн Исмаил, Абу-л-Хасан отправил марокканскую армию в Альхесирас под командованием своего сына Абд аль-Малика Абд аль-Вахида. В феврале 1333 года сила из 7000 солдат была перевезена через Гибралтарский пролив на помощь силам Мухаммеда IV в Альхесирасе. Кастильцы были отвлечены коронацией короля Альфонсо XI и не спешили реагировать на десант, который был в состоянии осадить Гибралтар, прежде чем мог быть организован отпор.
Ситуация в Гибралтаре стала отчаянной к середине июня. Пища закончилась, и горожане и гарнизон были вынуждены есть кожаную обшивку своих щитов, ремни и обувь. 17 июня 1333 года Васко Перес сдал Гибралтар после согласования условий с Абд аль-Маликом. Защитникам разрешалось покинуть город с почётом в знак уважения их мужества в защите города. Падение Гибралтара было восторженно встречено в Марокко, мавританский летописец Ибн Марзук записал, что, когда он учился в Тлемсене, его учитель объявил ученикам: «Радуйся, община верующих, потому что Бог проявил доброту, чтобы вернуть нам Гибралтар!» По словам Ибн Марзука, ликующие студенты разразились криками благодарности и слезами радости.
Успех кампании в Гибралтаре вызвал опасения при дворе Гранады, что Мариниды станут слишком влиятельными, и вскоре Мухаммад IV был убит в результате заговора. Однако на самом деле Абу-л-Хасан не был готов вторгнуться на Иберийский полуостров, так как был занят войной с Тлемсеном. Брат и преемник Мухаммеда IV, Юсуф I, поддержал союз с правителем Маринидов. 26 февраля 1334 года в Фесе был подписан мирный договор между Кастилией, Гранадой и Марокко на четыре года.

### Тлемсен

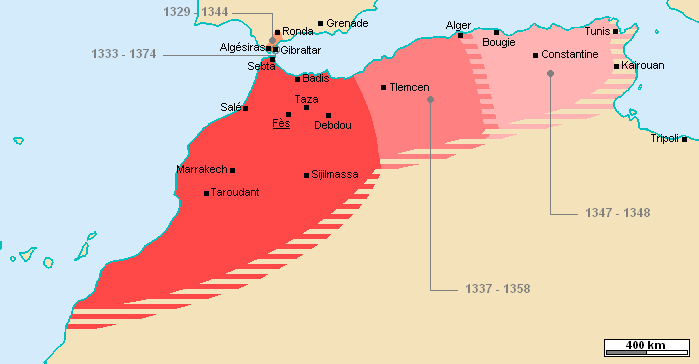
Маринидское государство на пике могущества, ок. 1348.

Правитель Тлемсена Абу Ташуфин I начал военные действия против Ифрикии, осадил Беджаю и отправил армию в Тунис, которая разгромила правителя Хафсидов Абу Бакра II, который бежал в Константину, а Абдальвадиды оккупировали Тунис.
Абу-л-Хасан был женат на принцессе Хафсидов, и в 1334 году Хафсиды обратились к нему за помощью, предоставив повод для вторжения на земли своего соседа.
В начале 1335 года силы Маринидов во главе с султаном вторглись в Тлемсен с запада и отправили военно-морские силы для оказания помощи Хафсидам на востоке. Абдальвадиды вернулись в столицу Тлемсен, и султан начал трёхлетнюю осаду города.
В 1336 или 1337 году Аб-л-Хассан приостановил осаду Тлемсена из-за кампании в южном Марокко, где его беспокойный брат Абу Али, правитель Сиджильмасы, угрожал разделить маринидские владения на две части.
В мае 1337 года, после двухлетней осады, Тлемсен, наконец, пал, и Мариниды впервые в истории вступили в город. Абу Ташуфин погиб во время осады. Его братья были схвачены и убиты, а эмират Тлемсен, охватывавший примерно современную западную половину Алжира, был аннексирован Маринидами. Абу-л-Хасан принял делегатов из Египта, Гранады, Туниса и Мали, поздравивших его с победой, которая позволила ему получить полный контроль над транссахарской торговлей.

### Тарифа
В 1339 году Абу-л-Хасан получил призыв от правителя Насридов Юсуфа I помочь ему в войне с Кастилией. Сбор крупной силы вторжения Маринидов в Марокко побудила кастильского короля Альфонсо XI прекратить ссору с Афонсу IV Португальским.
В апреле 1340 года кастильский флот из 32 галерей во главе с адмиралом Алонсо Йофре Тенорио выступил против флота вторжения Маринидов, который находился в Сеуте. Маринидский флот под командованием Мухаммеда ибн Али аль-Азафи разгромил кастильский флот в морском сражении при Гибралтаре 5 апреля 1340 года. Кастильский адмирал Тенорио был убит во время сражения, и только пять кастильских галер смогли вернуться домой.
Теперь, когда море стало безопасным для вторжения, Абу-л-Хасан спокойно провёл остаток лета, переправляя свои войска и припасы через проливы в Альхесирас. В августе 1340 года Абу-л-Хассан перевёз большую часть сил Маринидов в Испанию. В сентябре силы вторжения Маринидов присоединились к войскам Гранады под командованием Юсуфа I и вместе начали осаждать Тарифу.
Альфонсо XI в отчаянии обратился к своему тестю, португальскому королю Афонсу IV, за помощью. В октябре 1340 года португальский флот под командованием Мануэля Пессаньи, дополненный наёмным генуэзским флотом, подошёл к Тарифе и отрезал линии снабжения осадного лагеря из Марокко. Между тем, Афонсу IV привёл армию по суше, чтобы присоединиться к Альфонсо XI около Севильи, и вместе они двинулись против осаждающих Тарифу. Силы Маринидов и Насридов потерпели поражение в битве при Саладо в октябре 1340 года, и Абу-л-Хасан был вынужден отступить обратно в Альхесирас. После этого поражения султан закончил свои кампании на Пиренейском полуострове. В марте 1344 года спустя Альфонсо XI с трудом захватил Альхесирас.

### Ифрикия
В 1346 году хафсидский правитель Абу Бакр II умер, и последовал спор о преемственности. Несколько претендентов на престол Ифрикии обратились к правителю Маринидов за помощью. В ходе кампании в начале 1347 года марокканская армия Абу-л-Хасана прокатилась по Ифрикии и вошла в Тунис в сентябре 1347 года. Объединив Марокко, Тлемсен и Ифрикию, Абу-л-Хасан совершил завоевание территорий, столь же обширных, как Альмохадская империи.

## Мятеж и смерть

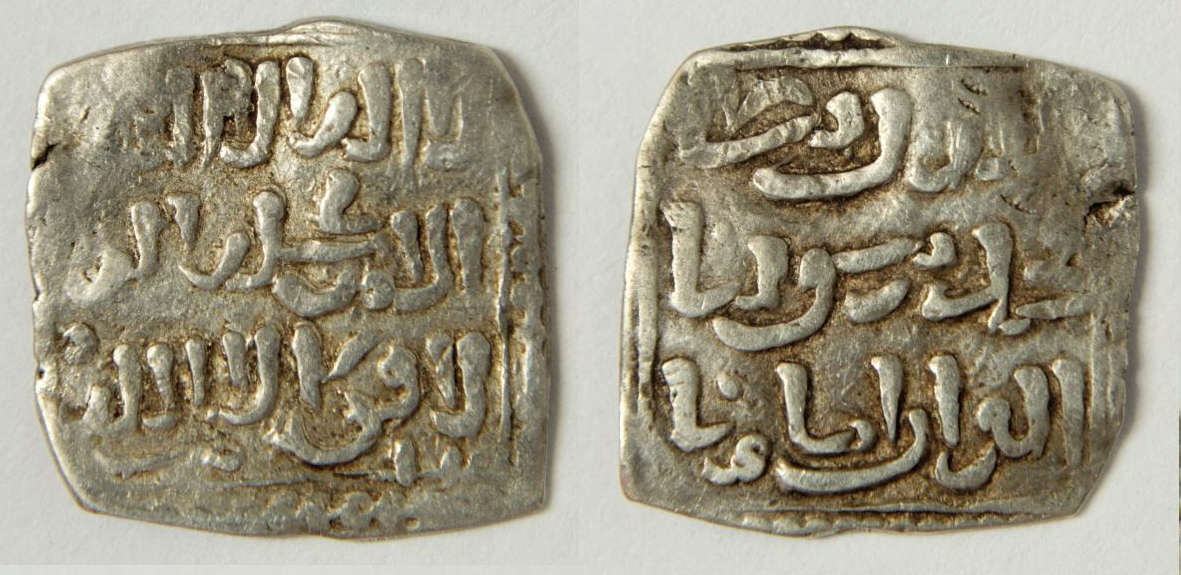
Дирхем Абу-л-Хасана Али

Однако Абу-л-Хасан зашёл слишком далеко, пытаясь полностью покорить арабские племена Северной Африки. Они восстали и в апреле 1348 года сформировали свою армию вблизи Кайруана. В это время сын султана Абу Инан Фарис, который служил губернатором Тлемсена, вернулся в Фес и объявил себя султаном. Тлемсен и центральный Магриб восстали против Абу-л-Хасана. Абдальвадид Абу Сайед Утман II был провозглашён эмиром Тлемсена.
Флот Абу-л-Хасана был разбросан штормом на пути из Беджаи, и когда-то могущественный султан оказался в центре вражеской территории. Он избежал плена и смог присоединиться к своим сторонникам в Алжире. Здесь Абу-л-Хасану удалось собрать достаточно сил, чтобы попытаться совершить марш для захвата Тлемсена, но у реки Шелифф он был разбит силами Абдалбвадидов.
Как и многие из его бывших сторонников, Абу-л-Хасан был вынужден отправиться в Сиджильмасу на юге Марокко, которую он надеялся использовать в качестве базы для восстановления на троне. Но армии Абу Инана прибыли в этот район, заставив Абу-л-Хасана бежать в сторону Марракеша. В мае 1350 года Абу Инан разбил отца на берегах реки Ум эр-Ребия. Преследуемый врагами, Абу-л-Хасан бежал в Высокий Атлас, где его укрыло племя хинтата. Сломленный и больной некогда могущественный Абу-л-Хасан, наконец, согласился отречься в пользу Абу Инана в конце 1350 или начале 1351 года.
Абу-л-Хасан умер в мае 1351 года в своём убежище в горах Атласа. Его тело было предано земле Абу Инаном, якобы с большими почестями, в некрополе Маринидов в Шелле.
В 1352 году Абу Инан Фарис захватил Тлемсен. Он также отвоевал центральный Магриб, взял Беджаю в 1353 году и Тунис в 1357 году, став правителем Ифрикии. В 1358 году он был вынужден вернуться в Фес из-за дворцовой оппозиции, здесь он был задушен своим визирем.